# Pere Salinas Rovira
Pere Salinas Rovira   (Barcelona, 1957 - Vilanova del Vallès, 19 de febrer de 2023) fou un pintor català.
Gran part de la seua obra pictòrica, que ha estat definida com a «abstracció expressionista», parteix d'estímuls relacionats amb la música (així en sèries sobre el Rèquiem de Mozart o els Gurre Lieder de Schönberg) i amb la literatura, especialment amb la poesia, inspirant-se en les seues lectures de Goethe, Hölderlin, Lorca, T. S. Eliot, Auden, Juarroz, o col·laborant amb autors contemporanis com ara Manuel Crespo, Joan Navarro, Gemma Gorga o Víctor Sunyol. Va exposar en galeries d'arreu d'Europa (Alemanya, Àustria, Espanya, Finlàndia, Països Baixos, Israel, Suïssa), i va participar en diferents ocasions en les fires d'Arco-Madrid, Art-Frankfurt, Lineart-Gant, Art-Innsbruck i Kunstmark Dresden.

## Obres (selecció)
Llibres d'artista
- Naufragis, 2001.
- Magrana (amb poemes de Joan Navarro), 2005.
- Llibre dels minuts (amb poemes de Gemma Gorga), 2007.
- NO ON (Rèquiem) (amb poemes de Víctor Sunyol), 2008.
- Atlas (Correspondència 2005-2007) (amb poemes de Joan Navarro), 2008.
- Grafies·Incisions (amb poemes de Joan Navarro), 2011.
- O:Llibre d'hores (amb poemes de Joan Navarro), 2014.

Sèries
- The show must go on.
- Homenatge a Roberto Juarroz.
- Catalonia.
- La femme blessée.
- Les vacances de Sísif.
- Concert per a violoncel de Dvorák.
- Lete.
- Variacions Goldberg.
- Geografies del Silenci.
- On la llum, on l'estima.